# Thetidia alinea
Thetidia alinea är en fjärilsart som beskrevs av Burrows 1900. Thetidia alinea ingår i släktet Thetidia och familjen mätare. Inga underarter finns listade i Catalogue of Life.